# A Good Year
A Good Year (tạm dịch: Một năm tốt đẹp) là một bộ phim lãng mạn hài hước của Anh-Mỹ 2006 do Ridley Scott đạo diễn và sản xuất. Phim có sự tham gia của Russell Crowe, Marion Cotillard, Didier Bourdon, Abbie Cornish, Tom Hollander, Freddie Highmore và Albert Finney. Phim chủ yếu dựa trên cuốn tiểu thuyết cùng tên năm 2004 của tác giả người Anh Peter Mayle. Phim được công chiếu tại Anh Quốc vào ngày 27 tháng 10 năm 2006 và tại Hoa Kỳ vào ngày 10 tháng 11 năm 2006 bởi 20th Century Fox. A Good Year đã nhận được các đề cử giải Critics' Choice cho Diễn viên trẻ xuất sắc nhất và giải Vệ tinh cho Quay phim xuất sắc nhất.